# 二神駿吉

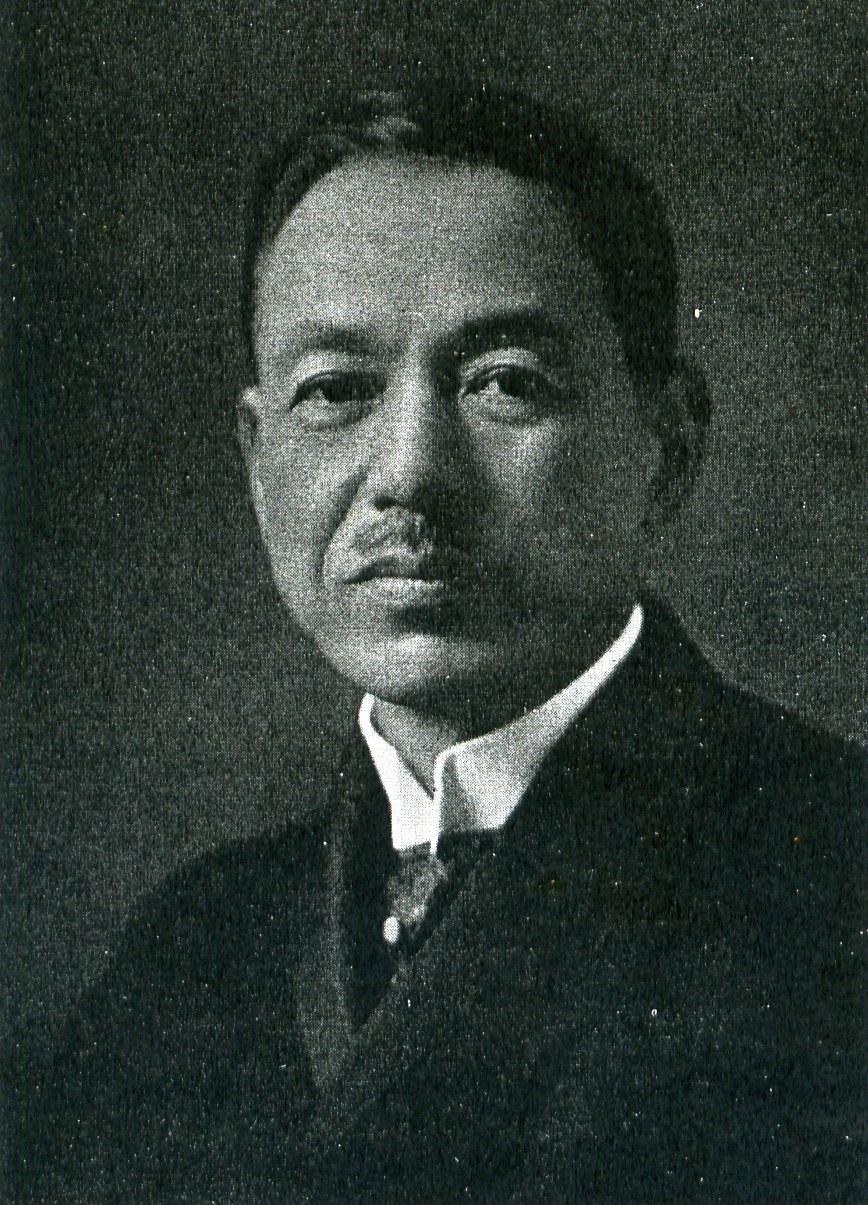
二神駿吉

二神 駿吉（ふたがみ しゅんきち、1868年7月27日（慶応4年6月8日） - 1961年（昭和36年）10月1日）は、明治時代後期から昭和時代前期の政治家、実業家。衆議院議員。

## 経歴
郷土二神深蔵の二男として伊予国宇和郡城辺村（城辺町を経て現在の愛南町）に生まれる。南予中学校を経て、英吉利法律学校を卒業し、内国通訳会社員、東京モスリン紡織会社支配人となり、三井物産に迎えられ九州の石炭事業を統括した。大阪西、名古屋、門司の各支店長を歴任した後、1921年（大正10年）大日本人造肥料会社が創立すると三井系の代表として専務取締役に就任した。ついで日本油脂会社社長になった。ほか、合同油脂専務取締役を務めた。
1924年（大正13年）5月の第15回衆議院議員総選挙に郷党から推され出馬するが落選。つづく1928年（昭和3年）2月の第16回衆議院議員総選挙では愛媛県第3区から立憲政友会所属で出馬し当選する。高知・愛媛両県で紛糾していた宿毛湾入漁問題の中央交渉に尽力した。
つづく選挙には出馬せず実業界に戻り台湾肥料、樺太開発各社長、朝鮮油脂、満州油脂、日本硫黄、日産火災海上保険、大日本特許肥料、宇部窒素工業、宇部興産各取締役、日本グリセリン同業会長、中央大学監事、同理事などを務めた。南予時事新聞社取締役にも名を連ねた。俳句をよくし白雨と号した。

## 親族
- 父：二神深蔵（1845-1920) - 愛媛県会議員[1]。代々宇和郡城辺村の庄屋を務める家に生まれ、田都味嘉門の門人として窪田派田宮流剣術を習得、元治元年（1864年）の長州征伐では同士67人を連れて参加、その功で郷士の取扱を受けて藩主・伊達宗徳との会見が許され、同士67人とともに銃一挺と米２俵を送られた[3]。維新後自由民権運動に加わり、1890年に城辺村初代村長に就任、地場産業の発展に尽くした[4]。
- 弟：二神節蔵（山下近海汽船社長）[1]
- 妹：リン（1871-1896） - 男爵岩村八作（岩村通俊長男）に嫁いだが、25歳で早世[5]。
- 長男：春三郎（1895年生） - 岳父は神戸村 (三重県飯南郡) の篤農家・常保英三[6]
- 次男：武（1901-1985） - 立教大学卒、アマチュア野球選手。